# Rio Prêto (vattendrag i Brasilien, Espírito Santo, lat -18,80, long -39,77)
Rio Prêto är ett vattendrag i Brasilien.   Det ligger i delstaten Espírito Santo, i den sydöstra delen av landet, 900 km öster om huvudstaden Brasília.
Omgivningen kring Rio Prêto är en mosaik av jordbruksmark och naturlig växtlighet.